# Sidney Powell
Sidney Katherine Powell (sinh năm 1955)  là một luật sư người Mỹ và cựu công tố viên liên bang đến từ Bắc Carolina.
Sau khi tốt nghiệp trường luật năm 1978, Powell bắt đầu sự nghiệp của mình với tư cách là trợ lý luật sư quận ở Quận Tây Texas, trong số các khu vực pháp lý khác. Cô truy tố Jimmy Chagra vào năm 1979. Năm 1988, bà thôi làm công tố viên và năm 1993, bà thành lập công ty của riêng mình. Powell đã hành động trong các vấn đề phúc thẩm với tư cách là công tố viên và luật sư bào chữa. Bà đại diện cho các giám đốc điều hành trong vụ bê bối Enron, và vào năm 2019, bảo vệ Tướng Michael Flynn tại United States v. Flynn. Năm 2020, Powell gia nhập đội ngũ pháp lý của Tổng thống Donald J. Trump trong nỗ lực lật ngược chiến thắng của Tổng thống đắc cử Joe Biden trước Trump trong cuộc bầu cử tổng thống năm 2020, nhưng sau một số cuộc phỏng vấn, Powell đã phát tán thêm thuyết âm mưu gian lận bầu cử mà không có bằng chứng, nhóm pháp lý của tổng thống chính thức tách biệt khỏi Powell, nói rằng bà "hành nghề luật một mình" và không phải là thành viên của đội nhóm Trump.
Powell đã quảng bá nhiều thuyết âm mưu. Bà đã tuyên bố rằng Flynn bị đặt bẫy bởi một hoạt động bí mật " tiểu bang sâu", và cũng đã quảng bá các nhân cách và khẩu hiệu gắn liền với thuyết âm mưu QAnon. Liên quan đến cuộc bầu cử tổng thống năm 2020, Powell cáo buộc rằng một nhóm nhạc quốc tế bí mật liên quan đến những người Cộng sản, "những người theo chủ nghĩa toàn cầu", George Soros, Hugo Chávez, Quỹ Clinton, CIA và hàng nghìn quan chức Đảng Dân chủ và Cộng hòa, bao gồm đồng minh của Trump và thống đốc bang Georgia Brian Kemp, đã sử dụng máy bỏ phiếu để chuyển hàng triệu phiếu bầu cho Donald Trump sang cho Joe Biden. Powell cũng đã cáo buộc các ứng cử viên Đảng Cộng hòa và Dân chủ khác đã đưa tiền hối lộ cho công ty Dominion Voting Systems, để đảm bảo rằng việc lập bảng số phiếu bầu trong cuộc bầu cử năm 2020 có lợi cho họ.